# Stadium de Toulouse
Pour les articles homonymes, voir Stadium et Stadium municipal.
Le Stadium de Toulouse, précédemment appelé Stadium municipal, est la plus grande enceinte sportive de Toulouse. Ses 33 150 places assises en font le treizième stade français en 2016. Il est situé sur l'île du Ramier, à proximité immédiate du centre de Toulouse. Depuis sa rénovation en 1998, son architecture est similaire à celle du Stade de Wembley, démoli en 2003. Ceci lui valait d'être surnommé le « petit Wembley ».
Il accueille l'équipe professionnelle du Toulouse Football Club (TFC), ainsi que les grands matchs de rugby du Stade toulousain en Coupe d'Europe ou en Top 14. Il a accueilli des matchs de coupe du monde de football, du championnat d'Europe de football, et des matchs amicaux et de qualification de l'équipe de France de football. Il a accueilli aussi des matchs de coupe du monde de rugby à XV, des matchs amicaux de l'équipe de France de rugby à XV, des grands matchs internationaux, ainsi que de nombreuses finales du Championnat de France de rugby à XIII et de rugby à XV.

## Histoire

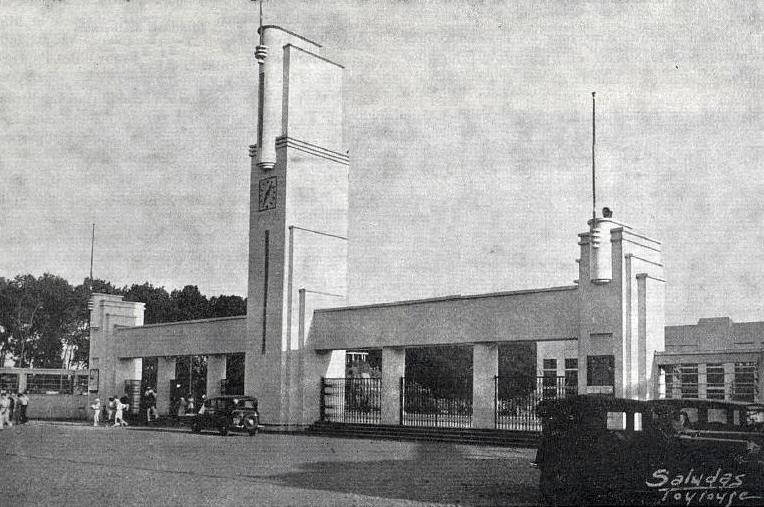
L'entrée du Parc municipal des Sports de Toulouse (ici en 1934), toujours inchangée.

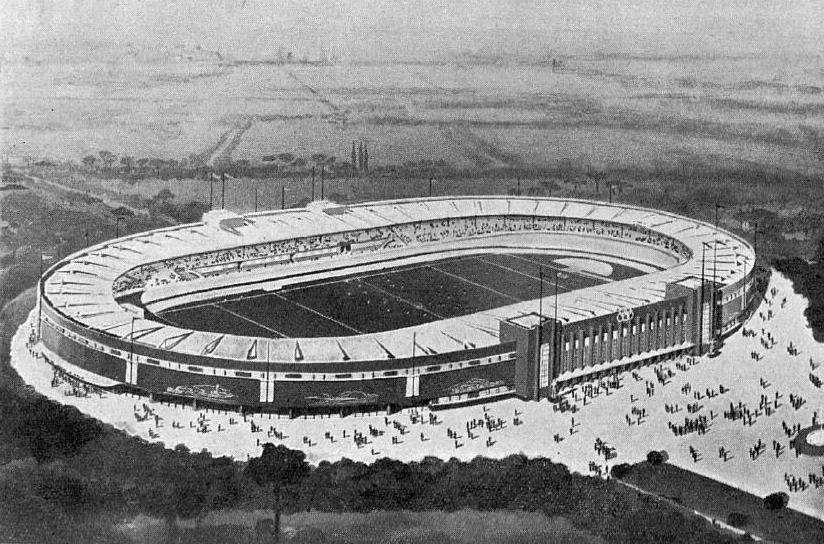
Le Stade municipal de Toulouse (dit alors "Parc municipal des Sports") en 1939 (maquette d'époque).

La construction du Stadium a été décidée alors qu'Étienne Billières était maire de Toulouse. Il s'intègre dans l'ensemble du « Parc municipal des Sports » conçu par l'architecte Jean Montariol qui comprend également la piscine Nakache. La construction commence en 1937, et le stade doit être utilisé à la Coupe du monde de football de 1938. Pas achevé à temps pour la Coupe du monde, le nouveau Parc des Sports, comme il est encore appelé, n’accueille pas les matchs déplacés sur le terrain du TOEC sur l’ancien Parc des Sports, quatre kilomètres plus au nord. Le stade est finalement achevé en 1949 sous la forme d'un stade vélodrome. Les travaux ayant été interrompus par la guerre. Il est alors surnommé « le petit Wembley » car son allure rappelle celle du mythique stade londonien. Une profonde rénovation a lieu à partir des années 1980 avec la suppression du vélodrome et surtout en 1997 pour la Coupe du monde 1998 avec une augmentation de la capacité d'accueil à 36 500 places. Depuis cette date, le Stadium bénéficie régulièrement d'améliorations ; ainsi, à l'été 2005, des panneaux publicitaires numériques ont été installés (le Stadium étant alors le second stade français ainsi équipé après le stade de France), les deux écrans géants ont été changés et agrandis, un restaurant et une bodega ont été créés et en 2007, les sièges alors en béton sont remplacés par des sièges en plastiques de couleur violet et blanc avec les inscriptions TFC. En 2007, à l'occasion de la Ligue des champions, une horloge géante effectuant le décompte des jours avant que « la Ligue des Champions ne fasse vibrer le Stadium » avait été installée. Cette opération fut renouvelée à l'occasion de la Coupe du monde de rugby à XV 2007.
Le match de football le plus mémorable ayant eu lieu au Stadium reste le premier tour retour de la Coupe UEFA entre le TFC et le Naples du grand Diego Maradona, le 1er octobre 1986. Ce soir-là, les Toulousains, vaincus 1-0 à l'aller, refont leur retard pendant le temps réglementaire avant de se qualifier aux tirs au but à la surprise générale, Maradona lui-même échouant sur le poteau du gardien toulousain Bergeroo lors du tir décisif.
Le stade, situé à moins d'un kilomètre de l'usine AZF, a subi d'importants dégâts lors de l'explosion de celle-ci le 21 septembre 2001. Plus de six mois de travaux ont été nécessaires à sa remise en état, pour un coût de plus de 600 000 €. Pendant cette période, l'équipe fanion du Téfécé (alors en National) évoluait au stade Ernest-Wallon, propriété et enceinte habituelle du Stade toulousain.

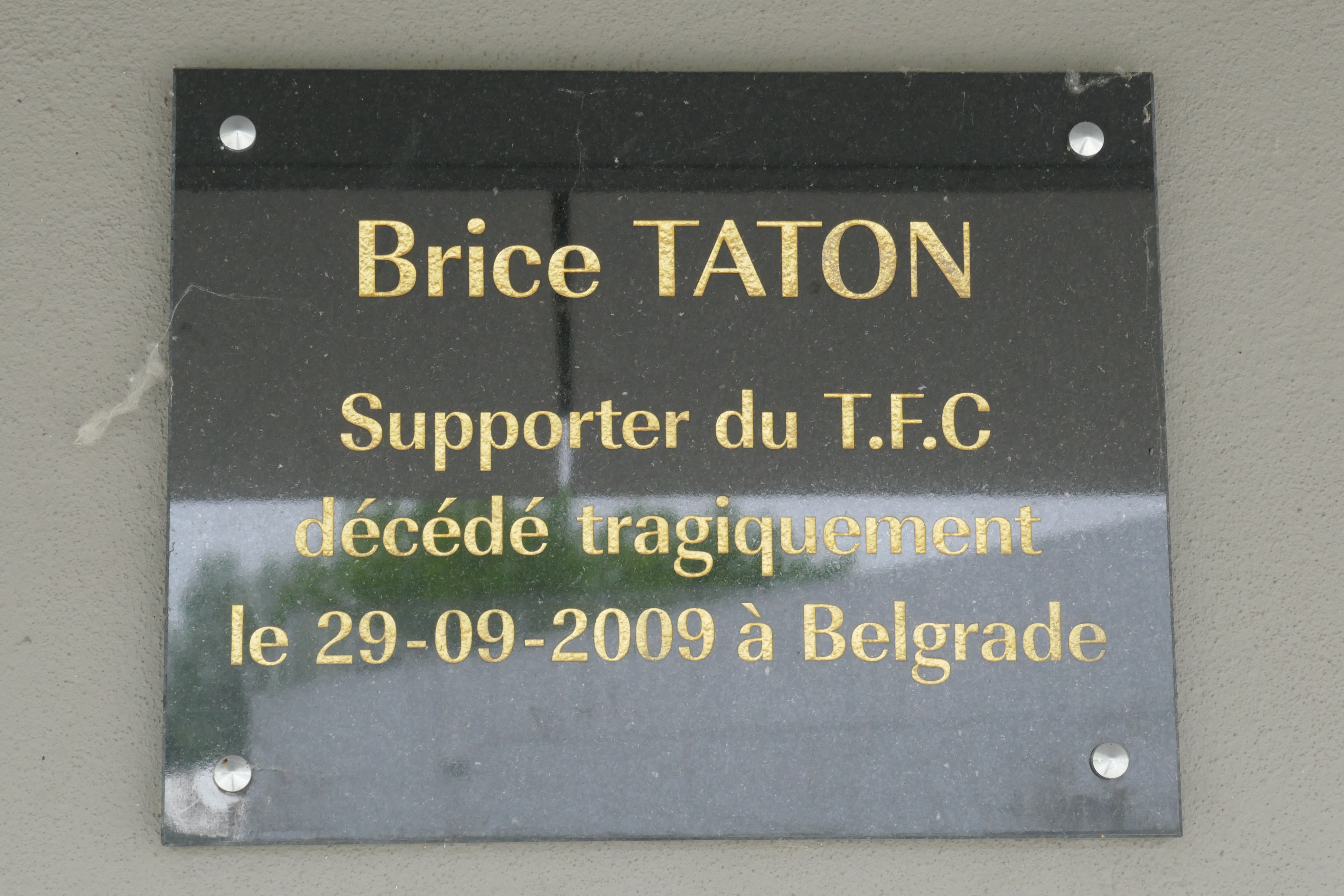
Plaque commémorative en hommage à Brice Taton.

Depuis le 5 novembre 2009, le virage Est du Stadium a changé son nom en virage Brice-Taton. Le TFC a également rendu hommage à Brice en dévoilant une plaque à son nom au-dessus de la porte 11 sur laquelle est inscrit « Brice Taton, supporter du TFC décédé tragiquement le 29 septembre 2009 à Belgrade ».
En vue de l'Euro 2016, un projet d’amélioration des infrastructures est validé pour un montant de 41,5 M€ (dont un million pour la nouvelle pelouse hybride et quatre pour l’accueil culturel, en suivant scrupuleusement le cahier des charges fixé par la Ligue Nationale et l’UEFA). Le nouveau Stadium a une capacité de 33 150 places au lieu des quelque 35 000 antérieures. Ces rénovations incluent également la mise en place de grandes ouvertures dans les virages pour permettre à des véhicules d'accéder à la pelouse hybride et de configurer le Stadium pour accueillir des concerts et des spectacles de grande capacité.

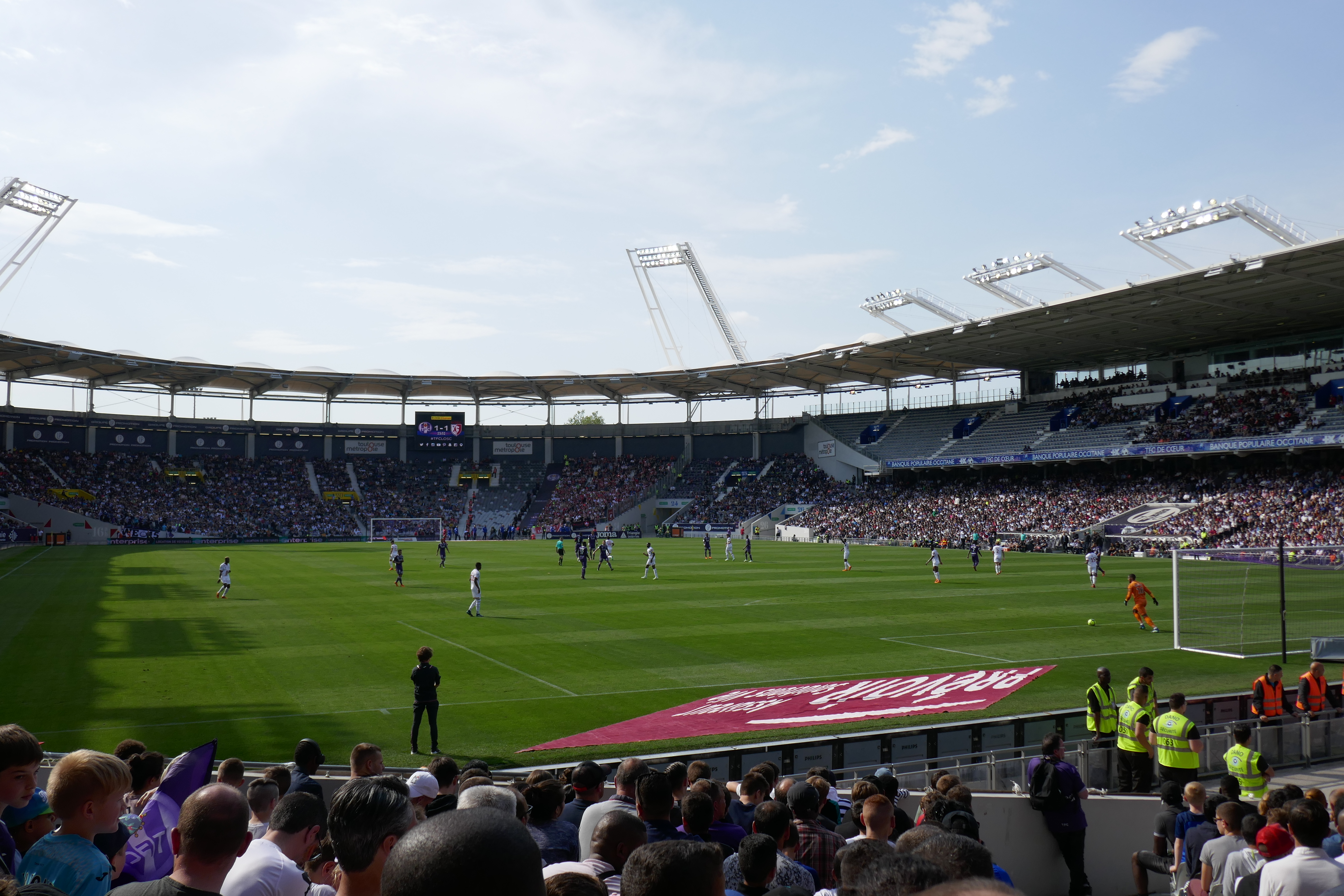
Vue intérieure en 2018.

Le 16 janvier 2016 a lieu l'inauguration officielle du Stadium à la suite des travaux de rénovation. À l'issue d'un match de championnat de Ligue 1 (victoire du PSG 1-0), une cérémonie en présence du ministre des Sports officialise l'ouverture de l'enceinte, et la tribune d'honneur est baptisée tribune Just Fontaine, pour saluer le recordman de buts en équipe de France qui a élu domicile dans la ville rose.
En 2019, le Rodez Aveyron Football, promu en Ligue 2, dispute les premiers matchs du championnat au Stadium de Toulouse pendant la rénovation pour être mis aux normes du stade Paul-Lignon de Rodez.
Le 2 avril 2022, le virage Ouest est renommé virage Christophe Revault, en hommage à l'illustre gardien du TFC décédé un an plus tôt.
Pour la Coupe du monde de rugby 2023, le stade est modifié pour un coût d'environ 7 millions d'euros de façon à respecter les nouvelles normes de World Rugby. L'en-but est allongé et le terrain est élargi de 1,50 mètre sur les côtés. De plus, pour 5 millions d'euros, divers travaux sont réalisés (les vestiaires et la toiture sont notamment rénovés).

## Manifestations accueillies

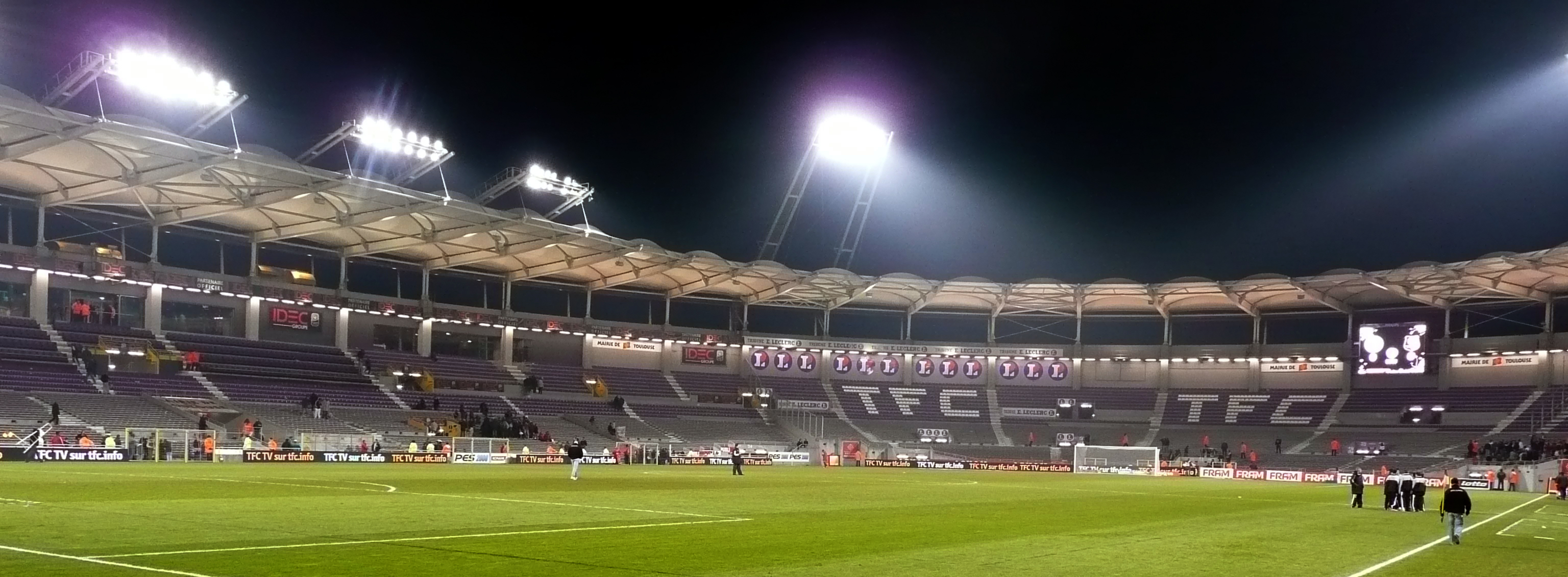

### Compétitions internationales

#### Coupe du monde de rugby à XIII 1954
En 1954, lors de la première édition de la coupe du monde de rugby à XIII, le Stadium accueille le match France – Grande-Bretagne (match nul 13-13) devant 37 800 spectateurs.
Coupe du monde de rugby à XIII 1972
En 1972, lors de la sixième édition, le Stadium accueille le match France - Australie (9-21) devant 11 000 spectateurs.

#### Coupe du monde de football de 1998
Lors de la Coupe du monde 1998, le Stadium a accueilli six matchs dont un huitième de finale.
| Groupe B      | Cameroun       | 1 - 1 | Autriche       |
| Groupe H      | Argentine      | 1 - 0 | Japon          |
| Groupe C      | Afrique du Sud | 1 - 1 | Danemark       |
| Groupe G      | Roumanie       | 2 - 1 | Angleterre     |
| Groupe D      | Nigeria        | 1 - 3 | Paraguay       |
| 1/8 de finale | Pays-Bas       | 2 - 1 | RF Yougoslavie |

#### Coupe du monde de rugby à XV 1999
Un an après, le Stadium accueille deux matchs lors de la Coupe du monde de rugby à XV 1999. Ces deux rencontres concernent la poule C qui est la seule jouée en France.
- jeu. 14 oct. :  Canada 72  - 11  Namibie
- sam. 16 oct. :  France 28 - 19  Fidji

#### Coupe du monde de rugby à XV 2007
Malgré le fort intérêt du public toulousain pour le rugby, le Stadium n'a accueilli que quatre matchs de poules lors de cette coupe du monde, dont un opposant le XV de France à la Namibie.
| Poule B | Fidji    | 35 - 31 | Japon            |
| Poule D | France   | 87 - 10 | Namibie          |
| Poule C | Roumanie | 14 - 10 | Portugal         |
| Poule C | Roumanie | 8 - 85  | Nouvelle-Zélande |

#### Championnat d'Europe de football 2016
Le Stadium de Toulouse est l'un des 10 stades retenus pour le championnat d'Europe de football 2016. Rénové pour l'occasion, il accueille quatre rencontres dont un huitième de finale.
| Date         | Heure (CET) | Équipe 1 | Résultat | Équipe 2       | Tour               | Affluence |
| ------------ | ----------- | -------- | -------- | -------------- | ------------------ | --------- |
| 13 juin 2016 | 15 h        | Espagne  | 1 - 0    | Tchéquie       | 1er tour, groupe D | 29 400    |
| 17 juin 2016 | 15 h        | Italie   | 1 - 0    | Suède          | 1er tour, groupe E | 29 600    |
| 20 juin 2016 | 21 h        | Russie   | 0 - 3    | Pays de Galles | 1er tour, groupe B | 28 840    |
| 26 juin 2016 | 21 h        | Hongrie  | 0 - 4    | Belgique       | 1/8 de finale      | 28 921    |

#### Coupe du monde de rugby à XV 2023
Le stade a été sélectionné par la Fédération française de rugby pour accueillir cinq rencontres de la Coupe du monde de rugby à XV 2023.

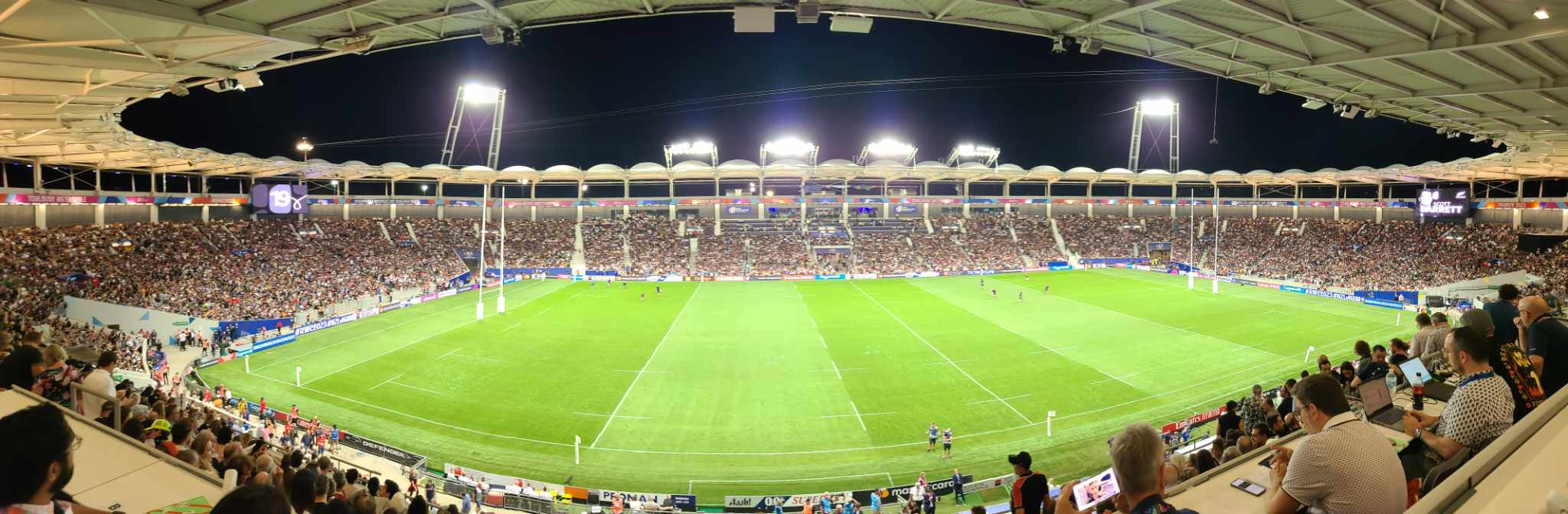
Le Stadium de Toulouse à quelques minutes du coup d'envoi de Nouvelle-Zélande - Namibie.

| Date              | Heure | Équipe 1         | Résultat | Équipe 2 | Tour              | Affluence |
| ----------------- | ----- | ---------------- | -------- | -------- | ----------------- | --------- |
| 10 septembre 2023 | 13 h  | Japon            | 42 - 12  | Chili    | 1er tour, poule D | 30 187    |
| 15 septembre 2023 | 21 h  | Nouvelle-Zélande | 71 - 3   | Namibie  | 1er tour, poule A | 31 996    |
| 23 septembre 2023 | 14 h  | Géorgie          | 18 - 18  | Portugal | 1er tour, poule C | 31 889    |
| 28 septembre 2023 | 21 h  | Japon            | 28 - 22  | Samoa    | 1er tour, poule D | 31 794    |
| 8 octobre 2023    | 21 h  | Fidji            | 23 - 24  | Portugal | 1er tour, poule C | 32 223    |

#### Jeux olympiques 2024
Le stade a été présélectionné par le comité de candidature de Paris pour les Jeux olympiques d'été de 2024. Celui-ci accueillerait des rencontres de football. Le site n'est finalement pas retenu.

### Equipe de France masculine de rugby
| Liste des matchs de l'équipe de France de rugby disputés au Stadium | Liste des matchs de l'équipe de France de rugby disputés au Stadium | Liste des matchs de l'équipe de France de rugby disputés au Stadium | Liste des matchs de l'équipe de France de rugby disputés au Stadium | Liste des matchs de l'équipe de France de rugby disputés au Stadium | Liste des matchs de l'équipe de France de rugby disputés au Stadium |
| N°                                                                  | Date                                                                | Match                                                               | Score                                                               | Compétition                                                         | Affluence                                                           |
| ------------------------------------------------------------------- | ------------------------------------------------------------------- | ------------------------------------------------------------------- | ------------------------------------------------------------------- | ------------------------------------------------------------------- | ------------------------------------------------------------------- |
| 1                                                                   | 8 novembre 1986                                                     | France - Nouvelle-Zélande                                           | 7-19                                                                | Test                                                                | 13 868                                                              |
| 2                                                                   | 11 novembre 1995                                                    | France - Nouvelle-Zélande                                           | 22-15                                                               | Test                                                                | 33 000                                                              |
| 3                                                                   | 16 octobre 1999                                                     | France - Fidji                                                      | 28-19                                                               | Coupe du Monde                                                      | 36 000                                                              |
| 4                                                                   | 19 novembre 2005                                                    | France - Tonga                                                      | 43-8                                                                | Test                                                                | 33 876                                                              |
| 5                                                                   | 16 septembre 2007                                                   | France - Namibie                                                    | 87-10                                                               | Coupe du Monde                                                      | 35 339                                                              |
| 6                                                                   | 13 novembre 2009                                                    | France - Afrique du Sud                                             | 20-13                                                               | Test                                                                | 34 887                                                              |
| 7                                                                   | 16 novembre 2016                                                    | France - Samoa                                                      | 52-8                                                                | Test                                                                | 31 750                                                              |
| 8                                                                   | 20 novembre 2022                                                    | France - Japon                                                      | 35-17                                                               | Test                                                                | 30 746                                                              |

### Équipe de France masculine de football
| Liste des matchs de l'équipe de France de football disputés au Stadium de Toulouse | Liste des matchs de l'équipe de France de football disputés au Stadium de Toulouse | Liste des matchs de l'équipe de France de football disputés au Stadium de Toulouse | Liste des matchs de l'équipe de France de football disputés au Stadium de Toulouse | Liste des matchs de l'équipe de France de football disputés au Stadium de Toulouse | Liste des matchs de l'équipe de France de football disputés au Stadium de Toulouse | Liste des matchs de l'équipe de France de football disputés au Stadium de Toulouse |
| N°                                                                                 | Date                                                                               | Match                                                                              | Score                                                                              | Compétition                                                                        | Affluence                                                                          |                                                                                    |
| ---------------------------------------------------------------------------------- | ---------------------------------------------------------------------------------- | ---------------------------------------------------------------------------------- | ---------------------------------------------------------------------------------- | ---------------------------------------------------------------------------------- | ---------------------------------------------------------------------------------- | ---------------------------------------------------------------------------------- |
| 1                                                                                  | 11 mai 1978                                                                        | France - Iran                                                                      | 2-1                                                                                | Match amical                                                                       | 34 000                                                                             |                                                                                    |
| 2                                                                                  | 2 juin 1982                                                                        | France - Pays de Galles                                                            | 0-1                                                                                | Match amical                                                                       | 26 671                                                                             |                                                                                    |
| 3                                                                                  | 2 février 1988                                                                     | France - Suisse                                                                    | 2-1                                                                                | Tournoi de France 1988 (amical)                                                    | 10 348                                                                             |                                                                                    |
| 4                                                                                  | 18 novembre 1989                                                                   | France - Chypre                                                                    | 2-0                                                                                | Éliminatoires de la Coupe du monde 1990                                            | 34 687                                                                             |                                                                                    |
| 5                                                                                  | 31 mai 2008                                                                        | France - Paraguay                                                                  | 0-0                                                                                | Match amical                                                                       | 33 418                                                                             |                                                                                    |
| 6                                                                                  | 3 septembre 2017                                                                   | France - Luxembourg                                                                | 0-0                                                                                | Éliminatoires de la Coupe du monde 2018                                            | 31 177                                                                             |                                                                                    |

Au-delà des six matches officiels cités dans la liste, il faut préciser qu'un septième match de l'équipe de France de Football a également eu lieu le 24 août 1983 au Stadium de Toulouse, contre le Peñarol de Montevideo (Uruguay). Cette rencontre, organisée au profit de l'UNFP n'a pas été homologuée comme un match officiel. Toutefois, la France avait gagné 1-0, avec une équipe très proche de celle qui avait disputé la Coupe du monde 1982 où la France avait fini 4e. Ce match s'est déroulé devant 10 438 spectateurs.

### Équipe de France féminine de football
| Liste des matchs de l'équipe de France de football disputés au Stadium de Toulouse | Liste des matchs de l'équipe de France de football disputés au Stadium de Toulouse | Liste des matchs de l'équipe de France de football disputés au Stadium de Toulouse | Liste des matchs de l'équipe de France de football disputés au Stadium de Toulouse | Liste des matchs de l'équipe de France de football disputés au Stadium de Toulouse | Liste des matchs de l'équipe de France de football disputés au Stadium de Toulouse | Liste des matchs de l'équipe de France de football disputés au Stadium de Toulouse |
| N°                                                                                 | Date                                                                               | Match                                                                              | Score                                                                              | Compétition                                                                        | Affluence                                                                          |                                                                                    |
| ---------------------------------------------------------------------------------- | ---------------------------------------------------------------------------------- | ---------------------------------------------------------------------------------- | ---------------------------------------------------------------------------------- | ---------------------------------------------------------------------------------- | ---------------------------------------------------------------------------------- | ---------------------------------------------------------------------------------- |
| 1                                                                                  | 21 février 2025                                                                    | France - Norvège                                                                   | 1 - 0                                                                              | Ligue des nations 2025                                                             | 15 024                                                                             |                                                                                    |

### Finales françaises

#### Championnat de France de rugby à XV
13 finales du championnat de France de rugby à XV se tiennent au Stadium, en 1951, 1952, 1953, 1954, 1956, 1958, 1960, 1962, 1964, 1966, 1968, 1970  et 1973.

#### Championnat de France de rugby à XIII
38 finales du championnat de France de rugby à XIII se sont déroulées au Stadium toulousain de 1953 à 1993, à l'exception des éditions 1977, 1989 et 1990.

### Événements non-sportifs
- Le 3 mai 1974, François Mitterrand y donne son dernier meeting dans le cadre de sa campagne présidentielle. Il s'y rend à nouveau le 25 avril 1981 lors de la campagne présidentielle suivante[13].

- Le 10 mai 1977, Chuck Berry donne un concert au Stadium[14].

- Le 4 juillet 1987, David Bowie se produit au Stadium devant 25 000 spectateurs durant sa tournée Glass Spider Tour[15].

- Le 16 septembre 1992, la tournée Dangerous World Tour de Michael Jackson fait étape au Stadium. 40 000 spectateurs assistent au concert.

- Le 5 décembre 2018, Bigflo et Oli, rappeurs toulousains, annoncent un concert prévu pour le 25 mai 2019 au Stadium[16]. Plus de 30 000 spectateurs sont attendus pour le premier concert au Stadium depuis 27 ans et le show exceptionnel de Michael Jackson[17],[18]. À la fin du mois, le duo annonce que leur show du 25 mai est complet et qu'il organise un second concert le 24 mai[19]. Afin d'accueillir les deux spectacles, la pelouse est scalpée et des rampes d’accès sont créées[18]. Plus de 60 000 personnes sont réunies pour les deux concerts.
- Les 8 et 9 juin 2024, Bigflo et Oli se produisent à nouveau au Stadium, avec une importante affluence à la clé[20].

## Environnement et accès

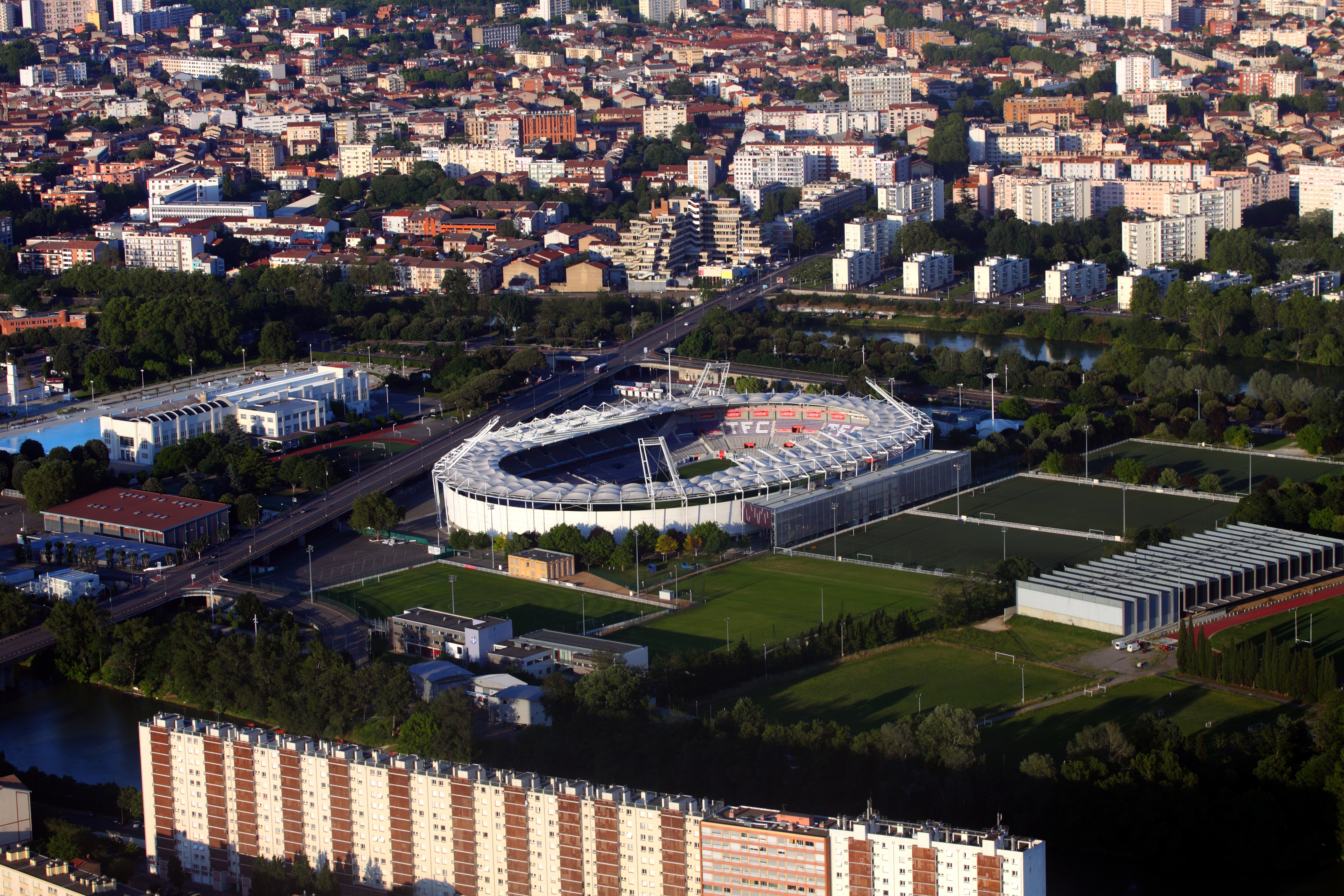
Vue aérienne en 2012.

Le Stadium est accessible via la ligne B du métro de Toulouse grâce aux stations Empalot ou Saint-Michel – Marcel-Langer, ainsi que par la ligne T1 du Tramway, arrêt Île du Ramier et arrêt Croix-de-Pierre. Il est également desservi par les lignes L4, L5, 34 et 152 du réseau bus de Tisséo aux arrêts Stadium-Est et Stadium-Ouest.